# Circuit francobelga
El Circuit francobelga, anteriorment anomenat Tour de Valònia Picardia i Eurométropole Tour, és una cursa ciclista que es disputa per les carreteres de França i Bèlgica. Fins al 2015 la cursa es disputava per etapes, però a partir del 2016 passà a ser una cursa d'un sol dia.
La primera edició es disputà el 1924 i des de llavors s'ha disputat ininterrompudament, amb l'excepció del període comprés entre 1940 i 1954 i el 2020. El 1970 la cursa tingué dos vencedors.

## Palmarès

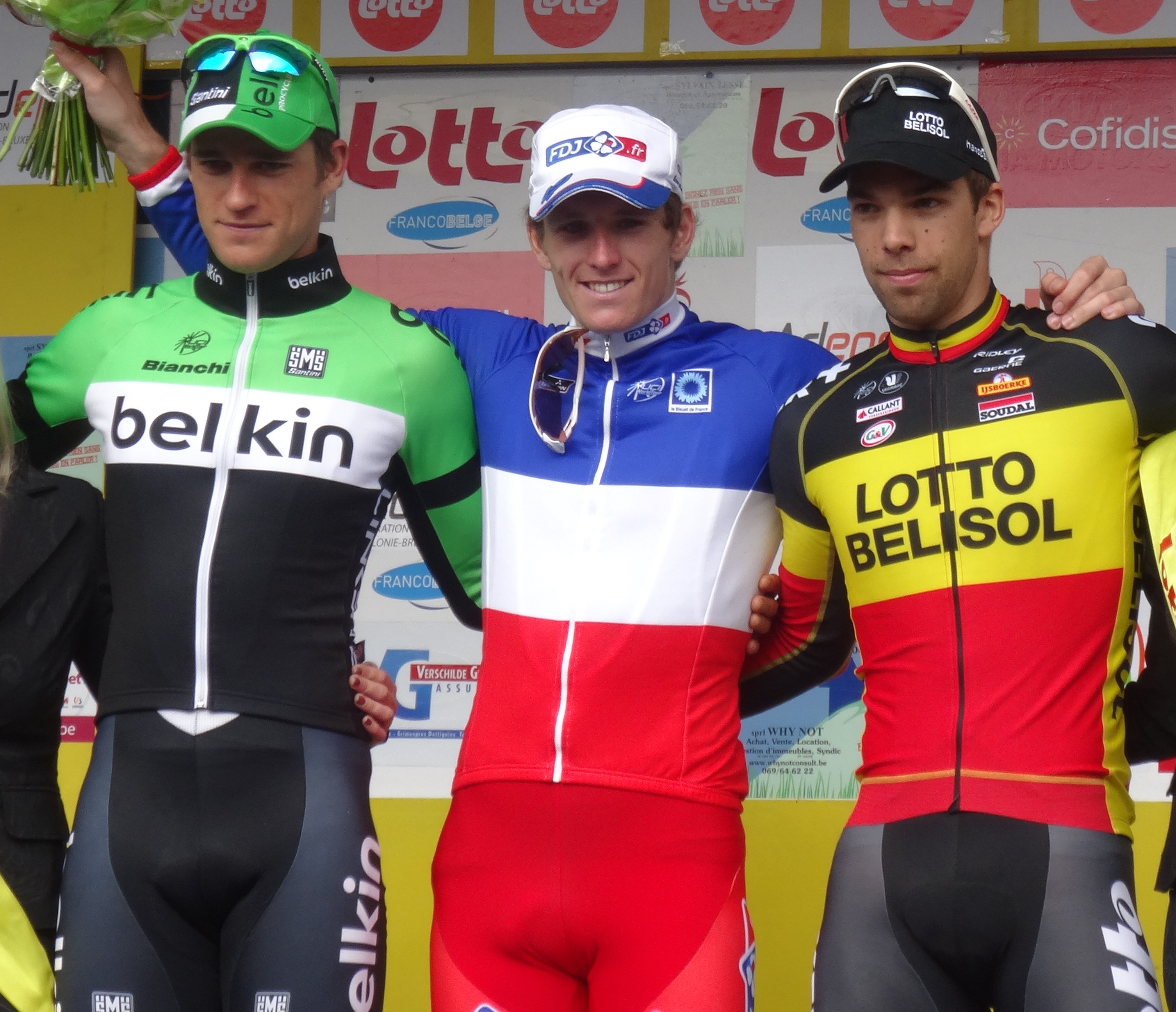
2014 : Theo Bos (3), Arnaud Démare (1) & Jens Debusschere (2).

| Any                      | Vencedor                          | Segon                       | Tercer                         |         |
| ------------------------ | --------------------------------- | --------------------------- | ------------------------------ | ------- |
| Circuit francobelga      |                                   |                             |                                |         |
| 1924                     | Julien Perrain                    | G. D'Haene                  | Camille Van De Casteele        |         |
| 1925                     | Julien Vervaecke                  | Gaston Rebry                | Aubert Winsingues              |         |
| 1926                     | Julien Vervaecke                  | Maurice Declerck            | Louis Vanderaspialles          |         |
| 1927                     | Maurice Denamur                   | Valentin Tondeur            | Henri Caron                    |         |
| 1928                     | Alfons Ghesquière                 | Rémi Decroix                | Aubert Winsingues              |         |
| 1929                     | Alfons Ghesquière                 | Félicien Vervaecke          | Jules Pyncket                  |         |
| 1930                     | Henri Deudon                      | Jean Dhondt                 | Jules Pyncket                  |         |
| 1931                     | Maurice Van Hee                   | André Vanderdonckt          | Leon Delobelle                 |         |
| 1932                     | Gustave Beckaert                  | Georges Waelkens            | Albert Beckaert                |         |
| 1933                     | Raymond Debruyckere               | Albert Vandaele             | Gérard Desmet                  |         |
| 1934                     | Cyriel Van Overberghe             | J. Descamps                 | Julien Heernaert               |         |
| 1935                     | Cyriel Van Overberghe             | Marcel Kint                 | Robert Van Eenaeme             |         |
| 1936                     | Maurice Deschamps                 | A. De Keukelaere            | Robert Van Eenaeme             |         |
| 1937                     | Louis Van Daele                   | Roger Vandendriessche       | De Maerck                      |         |
| 1938                     | Hector Lanssens                   | Victor Codron               | Roger Lanssens                 |         |
| 1939                     | Michel Hermie                     | Julien Stadsbaeder          | Bielewets                      |         |
| 1940-1954. No es disputa |                                   |                             |                                |         |
| 1955                     | Herman Decan                      | F. Castelyn                 | Roger Soenens                  |         |
| 1956                     | Georges Dequesne                  | Yves Delplanque             | Raymond Denutte                |         |
| 1957                     | Edouard Klabinski                 | Albert Pinoy                | Louis Bodart                   |         |
| 1958                     | François De Waegheneire           | Daniel Andries              | Horst Tüller                   |         |
| 1959                     | Georges Dequesne                  | Jean-Marie Poppe            |                                |         |
| 1960                     | Willy Bocklant                    | André Durnez                | Antoon Diependaele             |         |
| 1961                     | Laurent Christiaens               | Jean-Marie Poppe            | Willy Raes                     |         |
| 1962                     | Roland Aper                       | Georges Dequesne            | René Couchez                   |         |
| 1963                     | Jan Nolmans                       | Raymond Reaux               | Jan Boonen                     |         |
| 1964                     | Robert Duponchel                  | Jan Nolmans                 | Herman Van Loo                 |         |
| 1965                     | Daniel Deprez                     | Robert Maytas               | Pierre Verberckmoes            |         |
| 1966                     | René Chtiej                       | Yves Lepachelet             | Michel Prissette               |         |
| 1967                     | Bernard Delaurier                 | Michel Quinchon             | Claude Neuts                   |         |
| 1968                     | André Dierickx                    | Englebert Opdebeeck         | Eddy Cael                      |         |
| 1969                     | Willy Van Mechelen                |                             |                                |         |
| 1970                     | Ronny Vanmarcke Ronny De Bisschop |                             |                                |         |
| 1971                     | Louis Dierckx                     | José Vanackere              | Theo Heremans Julien Knockaert |         |
| 1972                     | Willy Govaerts                    | Roger De Beukelaer          | Johannes Hendrickx             |         |
| 1973                     | Theo Dockx                        | Lieven Malfait              | Roger De Beukelaer             |         |
| 1974                     | Serge Vandaele                    | Marc Steels                 | Karel Sels                     |         |
| 1975                     | David Wells                       | Etienne De Beule            | Pol Verschuere                 |         |
| 1976                     | Gery Verlinden                    | Jimmy Kruunenberg           | Luc Capelle                    |         |
| 1977                     | Johan Huyghe                      | Ronan Onghena               | Bernard Depuydt                |         |
| 1978                     | Jean-Pierre Vrancken              | Dirk Vermeersch             | Michel Demeyre                 |         |
| 1979                     | Jan Bogaert                       | Jan Wijnants                | Michel Demeyre                 |         |
| 1980                     | Rudy Delehouzée                   | Ronald Van Avermaet         | Ivan Verhaegen                 |         |
| 1981                     | Jozef Lieckens                    | Eric Staes                  | René De Brucker                |         |
| 1982                     | Rudy Dhaenens                     | Jos Haex                    | Allan Peiper                   |         |
| 1983                     | Benno Wiss                        | Daniel Heggli               | Martin Durant                  |         |
| 1984                     | Benno Wiss                        | Jörg Müller                 | Eddy Haelemeersch              |         |
| 1985                     | Guido Winterberg                  | Søren Lilholt               | Detlef Macha                   |         |
| 1986                     | Othmar Häfliger                   | Dan Radtke                  | Jens Heppner                   |         |
| 1987                     | Luc Govaerts                      | Huub de Vries               | Rudy De Vijlder                |         |
| 1988                     | Nico Roose                        | Ronny Thomas                | Yves Cossemijns                |         |
| 1989                     | Viatxeslav Iekímov                | Dmitri Jdànov               | Daniël Van Steenbergen         |         |
| 1990                     | Uwe Preissler                     | Stephen McGlede             | Johan Van Den Dries            |         |
| 1991                     | John Hughes                       | Laurent Desbiens            | David Spears                   |         |
| 1992                     | Erwin Thijs                       | Vladimir Muravskis          | Leif Tore Eriksen              |         |
| 1993                     | Sven Teutenberg                   | Dainis Ozols                | Miika Hietanen                 |         |
| 1994                     | Dainis Ozols                      | Arvis Piziks                | Steve Rover                    |         |
| 1995                     | Romāns Vainšteins                 | Tadeusz Rizi                | Mikhailo Khalilov              |         |
| 1996                     | Koos Moerenhout                   | Marc Streel                 | Frank Høj                      |         |
| 1997                     | Mario Aerts                       | Hans De Clercq              | Geert Van Bondt                |         |
| 1998                     | Frank Høj                         | Koen Beeckman               | Grzegorz Gwiazdowski           |         |
| 1999                     | Tayeb Braikia                     | Bert Roesems                | Andreas Klier                  |         |
| 2000                     | Daniele Nardello                  | Thierry Marichal            | Sylvain Chavanel               |         |
| 2001                     | Chris Peers                       | Jacky Durand                | Remco van der Ven              |         |
| 2002                     | Robbie McEwen                     | Tom Boonen                  | Christoph von Kleinsorgen      |         |
| 2003                     | Gerben Löwik                      | Nico Mattan                 | Dave Bruylandts                |         |
| 2004                     | Jimmy Casper                      | Steven de Jongh             | Nico Mattan                    |         |
| 2005                     | Marco Zanotti                     | Jimmy Casper                | Sébastien Hinault              |         |
| 2006                     | Gert Steegmans                    | Danilo Hondo                | Olivier Kaisen                 |         |
| 2007                     | Kevin Van Impe                    | Mark Cavendish              | Philippe Gilbert               |         |
| 2008                     | Joan Antoni Flecha Giannoni       | Sébastien Rosseler          | Jürgen Roelandts               |         |
| 2009                     | Tyler Farrar                      | Tom Boonen                  | Roger Hammond                  |         |
| 2010                     | Adam Blythe                       | Sep Vanmarcke               | Jakob Fuglsang                 |         |
| Tour de Valònia Picardia |                                   |                             |                                |         |
| 2011                     | Robbie McEwen                     | Tom Veelers                 | Christopher Sutton             |         |
| Eurometropole Tour       |                                   |                             |                                |         |
| 2012                     | Jürgen Roelandts                  | Joan Antoni Flecha Giannoni | Maarten Wynants                |         |
| 2013                     | Jens Debusschere                  | John Degenkolb              | Tyler Farrar                   |         |
| 2014                     | Arnaud Démare                     | Jens Debusschere            | Theo Bos                       |         |
| 2015                     | Alexis Gougeard                   | Martijn Keizer              | Jürgen Roelandts               |         |
| 2016                     | Dylan Groenewegen                 | Oliver Naesen               | Tom Boonen                     |         |
| 2017                     | Daniel McLay                      | Kenny Dehaes                | Anthony Turgis                 |         |
| 2018                     | Mads Pedersen                     | Jean-Pierre Drucker         | Oliver Naesen                  |         |
| 2019                     | Piet Allegaert                    | Florian Sénéchal            | Jasper Stuyven                 |         |
| 2020                     | suspesa                           | suspesa                     | suspesa                        | suspesa |
| 2021                     | Fabio Jakobsen                    | Jordi Meeus                 | Mads Pedersen                  |         |
| Circuit francobelga      |                                   |                             |                                |         |
| 2022                     | Alexander Kristoff                | Dries Van Gestel            | Victor Campenaerts             |         |
| 2023                     | Arnaud De Lie                     | Rasmus Tiller               | Corbin Strong                  |         |
| 2024                     | Biniam Girmay                     | Axel Zingle                 | Marc Hirschi                   |         |